# Indicium
Indicium är en juridisk term för vissa omständigheter som är svagare än ett faktum, men ändå kan leda till att en anklagad i ett brottmål kan frias eller fällas. Tillsammans kan flera indicier användas för att styrka ett påstående, men är dock aldrig lika starkt som ett bevis.
I svensk rätt har indicium som särskild fackterm haft betydelse så länge som den legala bevisteorin gällde. Denna innebar att lagen stadgade regler som angav förutsättningar för  så kallat "fullt bevis" (till exempel att två samstämmiga vittnesutsagor utgör fullt bevis).
När full bevisning inte kunde presteras utgjorde omständigheter och fakta indicier, som exempelvis kunde medföra att en tilltalad dömdes skyldig till brott. Genom den nya rättegångsbalkens införande av domstolars fria bevisprövning(zh) bortföll skälen för att i Sverige fortsättningsvis skilja mellan processuella bevis och indicier.